# Campeonato Mundial de Esportes Aquáticos de 2022
O Campeonato Mundial de Esportes Aquáticos de 2022, foi a 19.ª edição do Campeonato Mundial de Esportes Aquáticos, sediado em Budapeste, Hungria e organizado pela Federação Internacional de Natação.

## Processo de candidatura
Fukuoka inicialmente seria a sede desta edição dos jogos aquáticos, o qual aconteceria em 2021. No entanto, devido aos Jogos Olímpicos de Verão de 2020 serem transferidos para o verão de 2021 por conta da Pandemia de COVID-19 e visando evitar um choque de datas entre as duas competições, o campeonato foi transferido para maio de 2022 e posteriormente, julho de 2023. Porém, a FINA decidiu realizar uma edição extraordinária em 2022 e a cidade de Budapeste na Hungria foi a escolhida, reaproveitando boa parte das sedes utilizadas no Campeonato de 2017.

## Calendário
A competição tem um total de 74 eventos, distribuídos em seis modalidades.
| ● | Cerimônia de abertura | ● | Competições | ● | Finais | ● | Cerimônia de encerramento |

| Junho/Julho de 2022 | 17 sex | 18 sáb | 19 dom | 20 seg | 21 ter | 22 qua | 23 qui | 24 sex | 25 sáb | 26 dom | 27 seg | 28 ter | 29 qua | 30 qui | 01 sex | 02 sáb | 03 dom | Final por esportes |
| ------------------- | ------ | ------ | ------ | ------ | ------ | ------ | ------ | ------ | ------ | ------ | ------ | ------ | ------ | ------ | ------ | ------ | ------ | ------------------ |
| Cerimônias          | ●      |        |        |        |        |        |        |        |        |        |        |        |        |        |        |        | ●      |                    |
| Maratona aquática   |        |        |        |        |        |        |        |        |        | 1      | 2      |        | 2      | 2      |        |        |        | 7                  |
| Natação artística   | ●      | 1      | 1      | 2      | 1      | 1      | 1      | 1      | 2      |        |        |        |        |        |        |        |        | 10                 |
| Natação             |        | 5      | 4      | 5      | 5      | 5      | 5      | 6      | 7      |        |        |        |        |        |        |        |        | 42                 |
| Polo aquático       |        |        |        | ●      | ●      | ●      | ●      | ●      | ●      | ●      | ●      | ●      | ●      | ●      | ●      | 1      | 1      | 2                  |
| Saltos ornamentais  |        |        |        |        |        |        |        |        |        | 1      | 1      | 2      | 3      | 2      | 1      | 1      | 2      | 13                 |
| Finais por dia      | –      | 6      | 5      | 7      | 6      | 6      | 6      | 7      | 9      | 2      | 3      | 2      | 5      | 4      | 1      | 2      | 3      | 74                 |

## Participantes
Dos 209 membros da FINA, 185 participaram do Campeonato, bem como uma equipe de membros suspensos. 
As equipes da Rússia e da Bielorrússia foram excluídas da competição em ocasião das sanções impostas pela Invasão da Ucrânia.
Membros da FINA ausentes: Anguilla, Belize, Chade, Coreia do Norte, Dominica, Emirados Árabes Unidos, Gibraltar, Guiné-Bissau, Ilhas Turcas e Caicos, Ilhas Virgens Britânicas, Lesoto, Libéria, Mauritânia, Mianmar, República Democrática do Congo e Somália.